# Kanton Saint-Pierre-de-Chignac
Der Kanton Saint-Pierre-de-Chignac war von 1790 bis 2015 ein französischer Wahlkreis im Arrondissement Périgueux, im Département Dordogne und in der Region Aquitanien; sein Hauptort war Saint-Pierre-de-Chignac. Vertreter im Generalrat des Départements war zuletzt von 1994 bis 2015, wiedergewählt 2008, Jacques Auzou (PCF). 
Der 15 Gemeinden umfassende Kanton war 258,04 km² groß und hatte 20.234 Einwohner (Stand: 2011). 

## Gemeinden
| Gemeinde                  | Einwohner Jahr | Fläche km² | Bevölkerungsdichte | Postleitzahl | Code INSEE |
| ------------------------- | -------------- | ---------- | ------------------ | ------------ | ---------- |
| Atur                      | 1901 (2013)    | –          | – Einw./km²        | 24750        | 24013      |
| Bassillac                 | 1786 (2013)    | –          | – Einw./km²        | 24330        | 24026      |
| Blis-et-Born              | 457 (2013)     | –          | – Einw./km²        | 24330        | 24044      |
| Boulazac                  | 6851 (2013)    | –          | – Einw./km²        | 24750        | 24053      |
| La Douze                  | 1119 (2013)    | –          | – Einw./km²        | 24330        | 24156      |
| Eyliac                    | 752 (2013)     | –          | – Einw./km²        | 24330        | 24166      |
| Marsaneix                 | 1075 (2013)    | –          | – Einw./km²        | 24750        | 24258      |
| Milhac-d’Auberoche        | 584 (2013)     | –          | – Einw./km²        | 24330        | 24270      |
| Notre-Dame-de-Sanilhac    | 3078 (2013)    | –          | – Einw./km²        | 24660        | 24312      |
| Saint-Antoine-d’Auberoche | 162 (2013)     | –          | – Einw./km²        | 24330        | 24369      |
| Saint-Crépin-d’Auberoche  | 310 (2013)     | –          | – Einw./km²        | 24330        | 24390      |
| Saint-Geyrac              | 220 (2013)     | –          | – Einw./km²        | 24330        | 24421      |
| Saint-Laurent-sur-Manoire | 945 (2013)     | –          | – Einw./km²        | 24330        | 24439      |
| Sainte-Marie-de-Chignac   | 585 (2013)     | –          | – Einw./km²        | 24330        | 24447      |
| Saint-Pierre-de-Chignac   | 860 (2013)     | –          | – Einw./km²        | 24330        | 24484      |

## Bevölkerungsentwicklung
| 1962 | 1968   | 1975   | 1982   | 1990   | 1999   | 2006   | 2011   |
| ---- | ------ | ------ | ------ | ------ | ------ | ------ | ------ |
| 9587 | 10.345 | 12.343 | 14.451 | 16.754 | 17.585 | 18.821 | 20.234 |